# Mojave King
Mojave King, né le 11 juin 2002 à Dunedin en Nouvelle-Zélande, est un joueur américano-néo-zélandais de basket-ball évoluant au poste d'arrière.

## Biographie

### Carrière professionnelle
Lors de la draft 2023 de la NBA, il est choisi en 47e position par les Lakers de Los Angeles puis envoyé aux Pacers de l'Indiana.

## Palmarès et distinctions individuelles
- NBA G League Next Up Game (2023)